# Leonard Goldberg
Leonard J. Goldberg (* 24. Januar 1934 in New York City; † 4. Dezember 2019 in Los Angeles) war ein US-amerikanischer Film- und Fernsehproduzent.

## Leben
Goldberg begann seine Karriere als Fernsehproduzent in den 1970er Jahren, als er sich Aaron Spelling anschloss und mit diesem gemeinsam etliche Fernsehserien entwickelte, darunter Drei Engel für Charlie, Hart aber herzlich und Starsky & Hutch. Er war Programmchef des Fernsehsenders ABC und später Präsident der Filmgesellschaft 20th Century Fox. Er produzierte später auch die Spielfilm-Adaptionen von Drei Engel für Charlie unter den Titeln 3 Engel für Charlie und 3 Engel für Charlie – Volle Power. Darüber hinaus produzierte er den Thriller Doppelmord (1999) von Regisseur Bruce Beresford mit Ashley Judd und Tommy Lee Jones. Seine eigene Produktionsgesellschaft Mandy Films ging später in Columbia Pictures Television auf.
Zuletzt wirkte er ab 2010 als ausführender Produzent an der Serie Blue Bloods – Crime Scene New York und dem Film-Reboot 3 Engel für Charlie (2019). Im Lauf seiner Karriere war er an mehr als 80 Produktionen für Film und Fernsehen beteiligt; für seine Verdienste erhielt er 1986 einen Fernseh-Stern auf dem Hollywood Walk of Fame. Er war zudem vier Mal für einen Emmy nominiert, den er 1984 schließlich gewann.
Goldberg starb im Krankenhaus an Verletzungen, die er sich bei einem Sturz zugezogen hatte. Er hinterließ seine Frau, drei Kinder und fünf Enkelkinder.

## Filmografie (Auswahl)
- 1975–1976: Die knallharten Fünf (Serie)
- 1976: The Boy in the Plastic Bubble
- 1981: Jede Nacht zählt (All Night Long)
- 1983: WarGames – Kriegsspiele
- 1986: Space Camp
- 1992: Ein ehrenwerter Gentleman
- 1999: Doppelmord
- 2000: 3 Engel für Charlie
- 2003: 3 Engel für Charlie – Volle Power

## Auszeichnungen
- 1977: Emmy-Nominierung in der Kategorie Outstanding Drama Series für Family
- 1978: Emmy-Nominierung in der Kategorie Outstanding Drama Series für Family
- 1980: Emmy-Nominierung in der Kategorie Outstanding Drama Series für Family
- 1984: Emmy in der Kategorie Outstanding Drama/Comedy Special für Something About Amelia
- 1984: Showmanship Award der Publicists Guild of America
- 1986: Fernseh-Stern auf dem Hollywood Walk of Fame, 6901 Hollywood Boulevard